# Resolució 1025 del Consell de Seguretat de les Nacions Unides
La Resolució 1025 del Consell de Seguretat de les Nacions Unides fou adoptada per unanimitat el 30 de novembre de 1995. Després de recordar les resolucions 981 (1995) i 1023 (1995) sobre Croàcia, el Consell va decidir Que el mandat de l'Operació de les Nacions Unides per al Restabliment de la Confiança a Croàcia (ONURC) acabaria després d'un període transitori que finalitzaria el 15 de gener de 1996.
El Consell va reafirmar un cop més que Eslavònia Oriental, Baranja i Sírmia Occidental (conegut com a Sector Est) eren part integral de Croàcia i la importància que concedeix respecte dels drets humans i les llibertats fonamentals.
Actuant en virtut del Capítol VII de la Carta de les Nacions Unides, es demanà al secretari general Boutros Boutros-Ghali que informés al Consell abans del 14 de desembre de 1995 sobre les propostes de l'Autoritat Provisional de les Nacions Unides a Eslavònia Oriental, Baranja i Sírmia Occidental a les regions abans esmentades per implementar l'Acord bàsic. Es va decidir que també, per tal d'establir l'autoritat de transició, el mandat de la UNCRO acabaria el 15 de gener de 1996 i quan el Consell de Seguretat va decidir en el desplegament de l'autoritat i la força de manteniment de la pau.